# Stazione di Montemiletto
La stazione di Montemiletto è una stazione ferroviaria ubicata lungo la linea Avellino-Rocchetta Sant'Antonio. Serve il centro abitato di Montemiletto, situato a circa 5 km dalla stazione.

## Storia
La stazione venne attivata insieme alla prima parte della ferrovia da Avellino a Paternopoli il 27 ottobre 1893.
Nel 1987 divenne una stazione impresenziata. A causa dello scarso traffico dovuto al crescente utilizzo degli autobus nella zona, la stazione fu soppressa nel dicembre 2007, quando vi si fermava ormai un solo treno al giorno sulla relazione Salerno-Lioni.
L'esercizio ferroviario sulla linea è stato sospeso il 12 dicembre 2010, e riattivato a partire dal 2016 per treni turistici. La stazione è utilizzata negli anni 2020 da alcuni treni storici "Irpinia Express" di Fondazione FS Italiane.

## Strutture e impianti
La stazione è dotata di 2 binari passanti dotati di marciapiede per il servizio passeggeri.
A causa del terremoto del 1980, che sconvolse le zone dell'Irpinia, il fabbricato viaggiatori di cui era dotata la stazione rimase danneggiato e venne sostituito con una struttura prefabbricata ancora oggi visibile e vandalizzata negli anni di chiusura della linea, mentre lo scalo merci, ormai inutilizzato, venne dismesso.